# Zalmay Khalilzad
Zalmay Mamozy Khalilzad, född 22 mars 1951 i Mazar-e Sharif, Afghanistan, är en afghansk-amerikansk diplomat. Zalmay Khalilzad var USA:s ambassadör i Afghanistan 2003–2005, USA:s ambassadör i Irak 2005-2007 och USA:s FN-ambassadör 2007-2009.
I oktober 2021 rapporterade CNN att Zalmay Khalilzad, då USA:s främsta sändebud i Afghanistan, lämnade sin post i Afghanistan.